# Années 1050 en Angleterre
Années 1030 | Années 1040 | Années 1050 | Années 1060 | Années 1070
Cette page recense les événements qui ont eu lieu au cours des années 1050 en Angleterre.

## Événements
- 1050 :
  - Leofric, évêque de Crediton et de Cornouailles, fusionne ses deux diocèses et établit son siège épiscopal à Exeter.
  - À la mort de l'archevêque de Cantorbéry Eadsige, le chapitre de la cathédrale élit le moine Æthelric pour lui succéder.

- 1051 :
  - Ignorant les vœux du chapitre de Cantorbéry, le roi Édouard le Confesseur place le Normand Robert de Jumièges sur le siège archiépiscopal.
  - 29 juin : Robert de Jumièges est sacré à Cantorbéry.
  - Spearhafoc, élu évêque de Londres, est chassé de la ville. Il s'enfuit avec l'or et les joyaux qui étaient censés lui servir à forger une couronne pour le roi Édouard.
  - L'earl Godwin et ses fils se brouillent avec le roi et quittent l'Angleterre.

- 1052 :
  - Godwin rentre en Angleterre et contraint le roi à le rétablir dans ses domaines, de même que ses fils.
  - L'archevêque Robert de Jumièges, rival politique de Godwin, fuit l'Angleterre, de même que les évêques Ulf de Dorchester et Guillaume de Londres.

- 1055 :
  - L'earl d'Est-Anglie Ælfgar est chassé du royaume. Il se rend en Irlande, puis au pays de Galles.
  - Le roi gallois Gruffydd ap Llywelyn bat l'earl Raoul de Mantes avec l'aide d'Ælfgar et pille la ville de Hereford. La cathédrale de la ville est réduite en cendres.
  - Tostig Godwinson est nommé earl de Northumbrie.

- 1056 :
  - L'évêque de Hereford Leofgar est tué en affrontant Grudffydd, mais les Gallois battent en retraite à l'arrivée de l'earl Harold Godwinson.
  - À la suite de négociations, Ælfgar est rétabli dans ses domaines.
  - L'évêque de Durham Æthelric est contraint de démissionner à la suite d'un scandale financier.

- 1057 :
  - Le prince Édouard l'Exilé est rappelé en Angleterre par son oncle Édouard le Confesseur, mais il meurt deux jours après son retour.

- 1058 :
  - L'évêque de Worcester Ealdred se rend à Jérusalem. Il est le premier évêque anglais connu à accomplir ce pèlerinage.
  - Siward est sacré évêque de Rochester par l'archevêque Stigand.
  - Frappé de paralysie, Mannig, abbé d'Evesham, démissionne. Il est remplacé par Æthelwig.

- 1059 :
  - Le roi écossais Malcolm III se rend à la cour d'Édouard le Confesseur en compagnie de l'earl de Northumbrie Tostig Godwinson, de l'archevêque d'York Cynesige et de l'évêque de Durham Æthelwine.

## Décès
- 1050 :
  - 29 octobre : Eadsige, archevêque de Cantorbéry[1].

- 1051 :
  - 22 janvier : Ælfric Puttoc, archevêque d'York[2].

- 1052 :
  - 6 mars : Emma de Normandie, reine mère.
  - Sven Godwinson, fils aîné de l'earl Godwin de Wessex.

- entre 1052 et 1055 :
  - Robert de Jumièges, archevêque de Cantorbéry.

- 1053 :
  - 15 avril : Godwin, comte de Wessex.
  - octobre : Wulfsige II (en), évêque de Lichfield[3].

- 1054 :
  - 27 juillet : Osbeorn Bulax, fils de l'earl Siward de Northumbrie.
  - Osgod Clapa (en), noble.

- 1055 :
  - Siward, earl de Northumbrie.

- entre 1055 et 1058 :
  - Godwine, fils de l'ealdorman Leofwine[4].

- 1056 :
  - 10 février : Æthelstan, évêque de Hereford[5].
  - 16 juin : Leofgar, évêque de Hereford[5].
  - 31 août : Odda de Deerhurst, earl.

- 1057 :
  - 31 août ou 30 septembre : Leofric, earl de Mercie[4].
  - 21 décembre : Raoul de Mantes, earl de Hereford.
  - Édouard l'Exilé, prince de la maison de Wessex.

- 1058 :
  - Heca (en), évêque de Selsey[6].